# Князья муромские
Князья муромские — правители Муромского княжества из династии Рюриковичей, с начала XI века киевские наместники, с 1097 года правители удела в составе Черниговского княжества, с середины XII века — независимого (находящегося под сильным владимирским, с середины XIV века московским влиянием) княжества. Род внесён в Бархатную книгу.

## История
Установление княжеского правления в Муроме начинается со времён Владимира Святого. Его сын Глеб княжил в Муроме недолго, после него там сидели великокняжеские, затем черниговские наместники.
В борьбе за Муром с Мстиславом Владимировичем, Олег Святославич поручил город брату своему Ярославу, который и получил муромо-рязанские земли по итогам Любечского съезда (1097). После изгнания Ярослава из Чернигова он вернулся в Муром (1127), так муромо-рязанские земли обособились от Чернигова.
О причтенных к лику святых муромских князьях, живших в XI-XII веках, Константине и сыновьях его, Михаиле и Феодоре, не упоминаемых ни в летописях, ни в родословных, мы знаем только из жития их (Пролог под 21 мая), которое приписывает Константину постройку в Муроме многих церквей и просвещение народа. Прообразом Константина видимо следует считать Ярослава Святославича.
После Ярослава с 1129 по 1147 годы в Муроме правили его сыновья Юрий, Святослав и Ростислав. В Муроме осели потомки Святослава, в Рязани — потомки Ростислава. Муромские князья утратили влияние на рязанские дела и раньше тех попали в зависимость от суздальских князей. С 1161 до 1174 годы, в Муроме правили правнук Ярослава Юрий Владимирович, участвовавший в 1164 году в походе Андрея Боголюбского на волжских болгар. Его сыновья Владимир и Давыд помогали великому князю владимирскому Всеволоду Большое Гнездо в его войнах против болгар и в усмирении князей рязанских. Давыд Юрьевич отождествляется с св. князем Петром, муромским чудотворцем. Сын Давыда, Юрий вместе с сыном Олегом, пал, может быть, при встрече с Батыем в 1237 году.
При Ярославе Юрьевиче, в 1239 году, татары сожгли Муром; этот князь в последний раз упоминается в 1248 году. После Ярослава Юрьевича на период более 100 лет нет никаких сведений о муромских князьях. Только в 1351 году о князе Юрии Ярославиче упоминается:

«обнови град свой, отчину свою Муром, запустевший отдавна»

В 1354 году его выгнал из Мурома Фёдор Глебович, в том же году муромцы сопроводили князей в Орду, где оба соперника судились пред ордынскими князьями. Верх взял Фёдор, уморивший своего соперника в заточении.
После этого в летописях упоминаются муромские князья безымянно в походах великого князя рязанского Олега Ивановича и при его преемнике; но это, вероятно, были муромские князья только по происхождению, так как Муром ещё в 1392 или 1393 году перешёл, по ханскому ярлыку, к великому князю московскому Василию Дмитриевичу.
В 1408 году в Муроме правят уже московские наместники.
В Бархатной книге названы рода, происходящие от князей муромских: Злобины, Замятнины и Овцыны.

## Список князей муромских
Первая креация:
- 1. Глеб Владимирович (князь муромский)

Вторая креация:
- 1. Давыд Святославич (1076—1093)
- 2.  Олег Святославич (1093-1095) и (1096-1097)
- 3. Изяслав Владимирович (1095—1096)
- 4. Ярослав Святославич (1096—1123) и (1127—1129)
- 5. Всеволод Давыдович (1123—1127)
- 6. Юрий Ярославич (1129—1143)
- 7. Святослав Ярославич (1143—1145)
- 8. Ростислав Ярославич (1145—1147) и (1149—1153)
- 9. Владимир Святославич (1147—1149) и (1155—1161)
- 10. Юрий Владимирович (1161—1174)
- 11. Владимир Юрьевич (1174—1205)
- 12. Давыд Юрьевич (Петр Муромский) (1205—1228)
- 13. Юрий Давыдович (1228—1237)
- 14. Ярослав Юрьевич (1237— после 1248)

В 1248—1345 годах сведения о муромских князьях отсутствуют
- 15. Василий Ярославич (?—1345)
- 16. Юрий Ярославич (1345—1354)
- 17. Фёдор Глебович (1354—?)

## Род князей Муромских
```
                                                   
Ярослав

                                                 (Панкратий), 
                                                  ум. 1129 г.
                                                  кн. Мурома, 
                                               Чернигова, Рязани
                                                      |
                -----------------------------------------------------------------
                |                                  |                            |
            Ростислав,                         Святослав,                      Юрий,
            кн. Рязани                         кн. Рязани                   кн. Мурома
                |                                  |                            *
                |                                  |
            
князья
                         Владимир,
           
Рязанские
                      кн. Рязани
                                                   |
                                                   |
                                                 Юрий
                                                   |
                                    -------------------------------
                                    |                             |
                                Владимир                        Давыд 
                                    *                             |
                                                                  |
                                                                Юрий
                                                                  |
                                                                  |
                                                               Ярослав                                 Глеб
[
5
]

                                                                  |                                      |
                                                       ---------------------------                       |
                                                       |                         |                       |
                                                     Юрий,                   Василий                   Фёдор,
                                                  кн. Мурома                     *                   кн. Мурома
```

Знак * — Потомства не оставил.